# 3417 Tamblyn
3417 Tamblyn este un asteroid din centura principală, descoperit pe 1 aprilie 1937 de Karl Reinmuth.